# 蘇哈沃爾諾瓦哈河
蘇哈沃爾諾瓦哈河（羅馬化：Sukha Volnovakha）是烏克蘭的河流，位於該國東部，流經頓涅茨克州，屬於莫克拉沃爾諾瓦哈河的左支流，河道全長46公里，流域面積451平方公里，該河在十二月至二月期間結冰。